# آنتونی مان
آنتونی مان (انگلیسی: Anthony Mann؛ ۳۰ ژوئن ۱۹۰۶ – ۲۹ آوریل ۱۹۶۷) یک کارگردان، و هنرپیشه اهل ایالات متحده آمریکا بود. وی بین سال‌های ۱۹۴۲ تا ۱۹۶۷ میلادی فعالیت می‌کرد.

## زندگینامه
آنتونی مان با نام اصلی امیل آنتون باندزمان (به انگلیسی: Emil Anton Bundesmann) در ۳۰ ژوئن ۱۹۰۶ در سن دیگو، کالیفرنیا به دنیا آمد. وی از همان کودکی رگه‌هایی از استعداد بازیگری را بروز داد که به همین خاطر همراه پدر معلمش در سال ۱۹۱۷ وارد نیویورک شد.
وی سرانجام در اوایل دهه ۱۹۳۰ میلادی وارد هالیوود شد و به ایفای نقش‌های کوچک پرداخت.
پس از مدتی دیوید او سلزنیک او را به عنوان ستاره یاب برگزید و در فیلم‌های مطرحی همچون بر باد رفته و ربه‌کا در این سمت به کار گرفت.
آنتونی مان تا سال ۱۹۴۲ به این کار ادامه داد و سرانجام در همین سال نخستین فیلم سینمایی خود با عنوان مهتاب در هاوانا را کلید زد.
وی که علاقه خاصی به سینمای وسترن داشت، اغلب آثار خود را در این گونه سینمایی تولید کرد که از جمله آن‌ها می‌توان به فیلم وینچستر ۷۳ و مردی از لارامی اشاره کرد.
آنتونی مان در این وسترن‌های جذاب، استفاده درخشانی از چشم‌اندازهای وسیع بیابان‌های ایالات متحده آمریکا کرد و فضای بکری را برای آثار خود به وجود آورد.
وی در مردی از لارامی، سرهنگ ارتش را قهرمان داستان خود قرار داد که برای یافتن قاتل برادرش از لارامی به شهری دیگر رفته و در آنجا با ماجراهایی مواجه می‌شود. فیلم وسترن فوق‌العاده‌ای که آنتونی مان با بهره‌گیری از مؤلفه‌های گونه (وسترن) خلق کرد و به شیوه‌ای کاملاً کلاسیک روایت شد.
از نقاط قوت این فیلم باید به بازی درخشان جیمز استوارت در نقش اصلی اثر اشاره کرد که به یک همکاری بلندمدت و درخشان وی با آنتونی مان منجر شد.
موفقیت فیلم‌های آنتونی مان، رؤسای کمپانی‌های دیگر را متوجه وی کرد و پروژه‌های بلندپروازانه بسیاری را سر راه او قرار دادند که اسپارتاکوس یکی از آن‌ها بود.
این فیلم پرهزینه با بازیگران مشهور با کارگردانی از جنس آنتونی مان چندان جور نبود و به همین خاطر نیز کار نیمه کاره ماند و با کارگردانی استنلی کوبریک به یکی از شاهکارهای تاریخ سینمای جهان تبدیل شد.
اما پس از این شکست سنگین، آنتونی مان از تجربیات خود در هنگام تولید ناکام اسپارتاکوس نهایت بهره را گرفت و از آن در ساخت فیلم حماسی و بسیار پرهزینه ال سید استفاده کرد.
در واقع او در مقام کارگردانی فن سالار که تسلطی نسبی بر گونه‌های مختلف سینما داشت، فیلمی را روانه اکران کرد که فرسنگ‌ها با سینمای مورد علاقه اش فاصله داشته و تنها رگه‌هایی از آن را در ال سید شاهد هستیم.
ال سید درام پرکشش و هیجانی است که شخصیت‌های متعدد آن را به پیش برده و زمان طولانی کار را کوتاه‌تر جلوه می‌دهند.

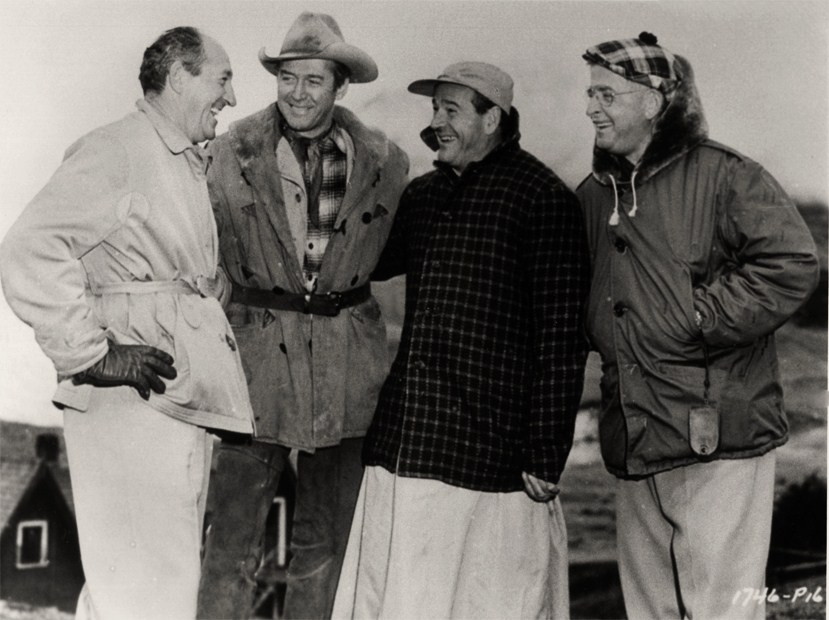
چپ به راست: Aaron Rosenberg (تهیه‌کننده), James Stewart, Anthony Mann (کارگردان) & William H. Daniels (فیلمبردار) سر صحنه The Far Country - publicity still

داستان فیلم در هزار و هشتاد سال پس از میلاد مسیح در اسپانیای درگیر جنگ و اغتشاش می‌گذرد که در آن ال سید (با بازی چارلتون هوستون) پس از پیروزی بر شورشیان، سران شورشی را از مجازات اعدام معاف کرده و مورد بخشش قرار می‌دهد. در این بین دون مارتین که نسبت به شهرت و مقام ال سید حسادت می‌کند، عفو آن‌ها را دستاویز قرار داده تا برای همیشه وی را شکست دهد.
اما ال سید نکات منفی زیادی نیز به لحاظ محتوایی داشت که همین‌ها وجه ماندگاری فیلم را کمرنگ کرد و در قیاس با فیلم‌هایی همچون اسپارتاکوس و بن هور متوسط جلوه می‌دهد.
با این حال نمی‌توان به بازی درخشان و گیرای چارلتون هستون در نقش ال سید در کنار موسیقی شنیدنی و فوق‌العاده آن ساخته میکلوش روژا اشاره نکرد که سطح کیفی فیلم را تا اندازه قابل ملاحظه‌ای بالا برده است.
موفقیت تجاری فیلم ال سید موجبات ساخت فیلم سقوط امپراتوری رم را در سال ۱۹۶۴ فراهم کرد که نتیجه کار ضعیف تر از ال سید از کار درآمد.
در اینجا داستان در روم باستان اتفاق می‌افتد و به کشمکش‌های میان افراد خانواده سلطنتی پس از درگذشت پادشاه می‌پردازد.
فیلمی به شدت پرخرج با طراحی چشم‌نواز که در عین حال عاری از خلاقیت‌های چشمگیر آنتونی مان در سال‌های نخست فیلمسازی اش است!
ال سید که در قالب آثار تاریخی-حماسی جای می‌گیرد با استقبال خوبی از سوی تماشاگران روبه رو شد اما گذر زمان از ازرش‌های آن کاست و جایگاه تاریخی اش را به شدت متزلزل کرد.
با این حال نمی‌توان به موسیقی فوق‌العاده فیلم سقوط امپراتوری روم ساخته دیمیتری تیومکین اشاره‌ای نکرد که تنها نامزدی اسکار بهترین موسیقی را برایش به ارمغان آورد.
آنتونی مان در آخرین ساخته سینمایی به نمایش در آمده‌اش قهرمانان تلمارک به سراغ سینمای جنگ رفت و داستان خود را در این بستر روایت می‌کند.
دکتر رولف پدرسن فیزیکدان نروژی از روی میکرو فیلم‌هایی که نیروهای مقاومت از کارخانه آب سنگین آلمان‌ها تهیه کرده‌اند، در می‌یابد که آن‌ها در مسیر دستیابی به سلاح اتمی از متفقین جلو افتاده‌اند و این سرآغاز ماجراهایی می‌شود.
آنتونی مان در این فیلم روی وجوه قهرمانانه داستان و حادثه پردازی متمرکز شده و عملاً توجه چندانی به شخصیت پردازی نکرده‌است.
به همین خاطر نیز فقط بخش‌های حادثه‌ای فیلم قابل تحمل و جذاب از کار درآمده و دیگر بخش‌های فیلم طولانی و خسته‌کننده جلوه می‌کنند.
مان از سال ۱۹۶۱ ساکن اروپا شد

## فیلم‌شناسی
- ال سید
- الهه‌های انتقام
- وینچستر ۷۳
- خم رودخانه
- ثاندر بی
- مهمیز برهنه
- سقوط امپراتوری روم
- عصر وحشت
- غریبه‌ها در شب
- مأموران خزانه‌داری
- مرکز هوایی استراتژیک
- یک وجب خاک خدا
- مهتاب در هاوانا
- قهرمانان تلمارک
- مردی از لارامی
- داستان گلن میلر